# Raxaul
Raxaul – miasto w północnych Indiach, w Biharze. W 2001 roku liczyło 103 425 mieszkańców. Leży na wysokości 68 m n.p.m. przy granicy z Nepalem.